# Forcipomyia tsacasi
Forcipomyia tsacasi är en tvåvingeart som beskrevs av Clastrier 1983. Forcipomyia tsacasi ingår i släktet Forcipomyia och familjen svidknott.
Artens utbredningsområde är Seychellerna. Inga underarter finns listade i Catalogue of Life.